# Albert Sarraut
Albert Pierre Sarraut, habitualmente conocido como Albert Sarraut, fue un político francés, nacido el 28 de julio de 1872 en Burdeos, y fallecido el 26 de noviembre de 1962 en París, que ocupó varias carteras ministeriales en su país, así como la Presidencia del Consejo de Ministros.

## Carrera política
Sus estudios culminan con una diplomatura en la Facultad de Derecho.
En el plano nacional, Albert Sarraut ejerce una larga carrera ministerial, que le lleva dos veces a la presidencia del Consejo de Ministros:
- del 26 de octubre de 1933 al 24 de noviembre de 1933.
- del 24 de enero de 1936 al 4 de junio de 1936.

En el plano internacional, fue gobernador general de Indochina, siendo uno de los primeros políticos franceses en prometer, ya en 1919, la futura independencia de la colonia.

### La doctrina Sarraut
A principios de los años 20, Albert Sarraut, entonces ministro de Colonias, concibe un plan para la puesta en valor de las mismas que, aunque no fue puesto en práctica, marcó un renovado interés de las autoridades para fomentar el desarrollo de las colonias. Las ideas expuestas en su obra La mise en valeur des colonies françaises conforman una doctrina coherente de la colonización económica que justifica los desvelos de la Administración hacia las poblaciones locales: «La política indígena, escribe, es la conservación de la raza.» Preconiza por consiguiente un programa de inversiones sanitarias y sociales que no se llevarán a cabo, por falta de fondos para ello.

## Funciones gubernamentales
- 1906 a 1909: Subsecretario de Estado del Interior en el Gobierno de Ferdinand Sarrien, y luego en el primer Gobierno de Georges Clemenceau.
- 1909 a 1910: Subsecretario de Estado de Guerra en el primer Gobierno de Aristide Briand.
- 1914 a 1915: Ministro de Instrucción Pública y Bellas Artes en el primer y segundo Gobiernos de René Viviani.
- 1920 a 1924: Ministro de Colonias en el primer y segundo Gobiernos de Alexandre Millerand, en el Gobierno de Georges Leygues, en el séptimo Gobierno de Aristide Briand y en el segundo Gobierno de Raymond Poincaré.
- 1926 a 1928: Ministro del Interior en el cuarto Gobierno de Raymond Poincaré.
- Febrero de 1930: Ministro de Marina en el primer Gobierno de Camille Chautemps.
- De diciembre de 1930 a enero de 1931: Ministro de la Marina de Guerra en el Gobierno de Théodore Steeg.
- De junio de 1932 a octubre de 1933: Ministro de Colonias en el tercer Gobierno de Édouard Herriot, el Gobierno de Joseph Paul-Boncour y el primer Gobierno de Édouard Daladier.
- De octubre a noviembre de 1933: Presidente del Consejo de Ministros y ministro de Marina.
- De noviembre de 1933 a enero de 1934: Ministro de Marina en el segundo Gobierno de Camille Chautemps.
- De febrero a noviembre de 1934: Ministro del Interior en el segundo Gobierno de Gaston Doumergue.
- De enero a junio de 1936: Presidente del Consejo y ministro del Interior.
- De junio de 1937 a enero de 1938: Ministro de Estado de Interior en los tercer y cuarto Gobiernos de Camille Chautemps.
- De marzo a abril de 1938: Ministro de Estado en el segundo Gobierno de Léon Blum.
- De abril de 1938 a marzo de 1940: Ministro del Interior en el tercer Gobierno de Édouard Daladier.
- De marzo a junio de 1940: Ministro de Educación Nacional en el Gobierno de Paul Reynaud.

## Otros cargos electivos
- De 1902 a 1924: Diputado radical-socialista por el departamento de Aude, inicialmente por la comuna de Bram.
- De 1926 a 1945: Senador por el departamento de Aude, inscrito en el grupo de Izquierda Democrática, Radical y Radical-Socialista.
- 1947: Nombrado para la Asamblea de la Unión Francesa, de la cual se convierte en presidente en 1951.